# Berbec (armă)

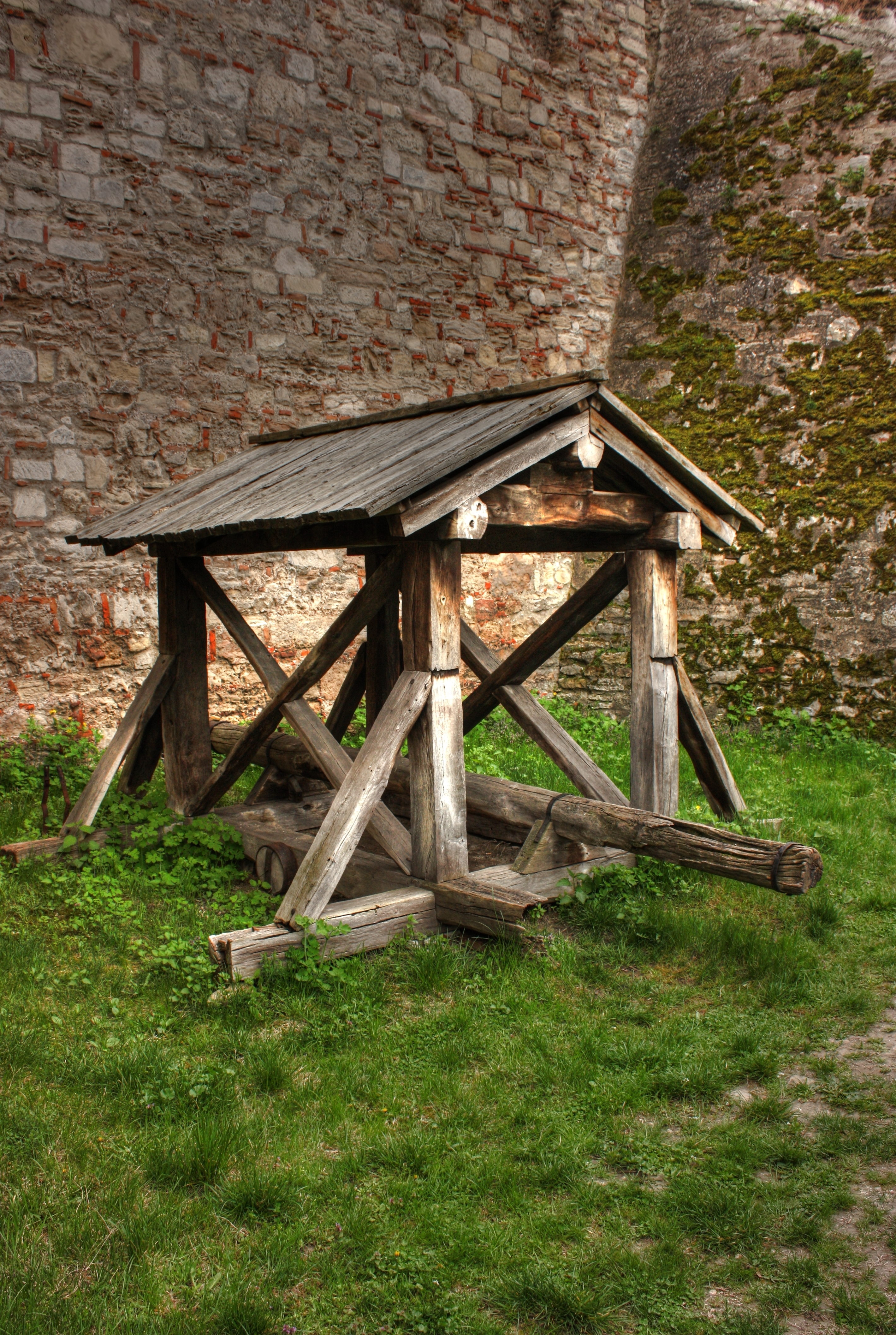
Replică de berbec de la Baba Vida, Vidin, Bulgaria

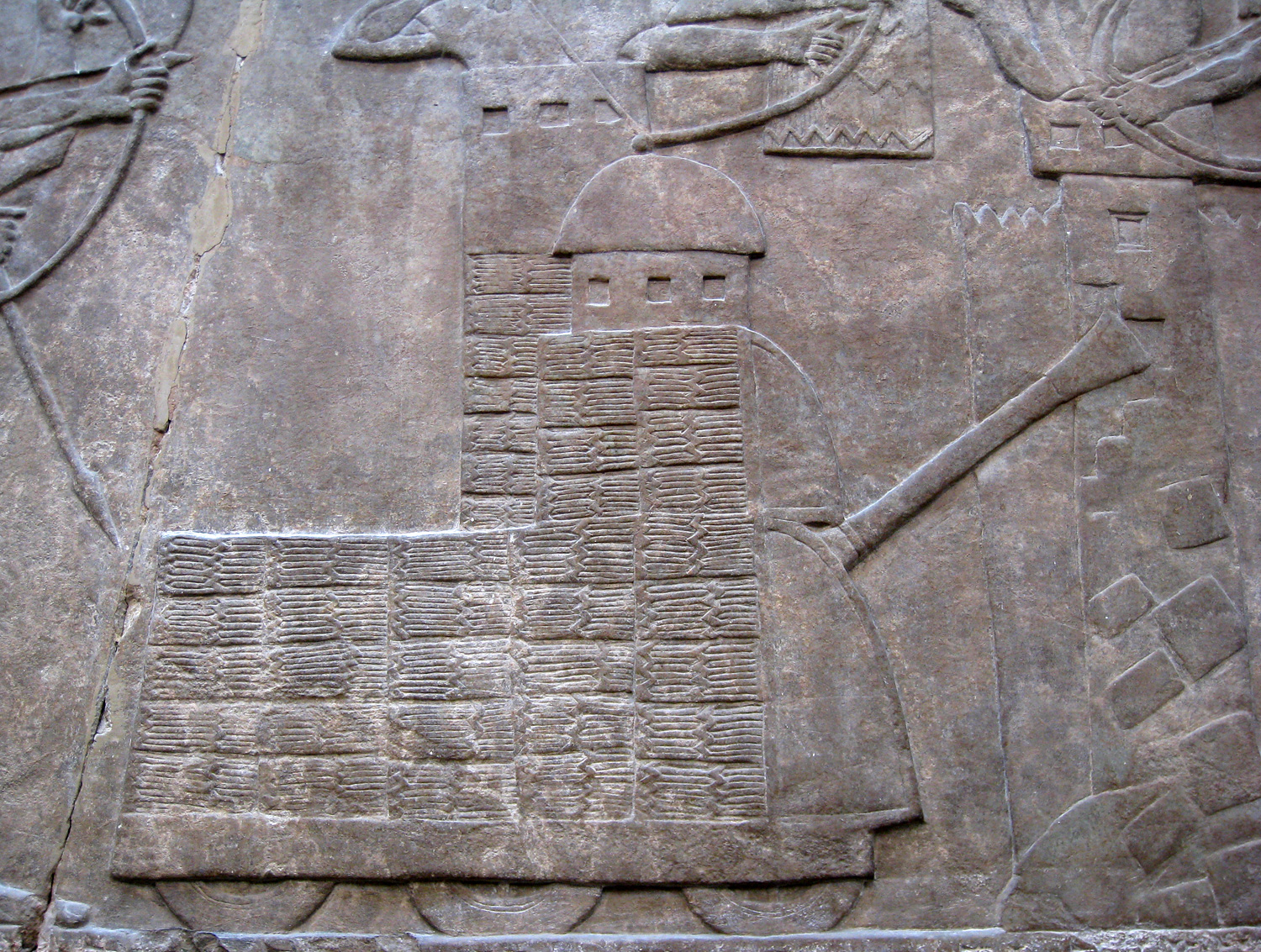
Berbec asirian atacând un oraș dușman

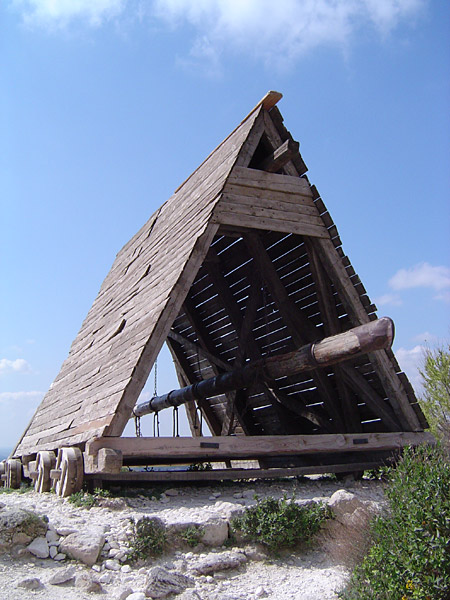
Replică de berbec de la Château des Baux, Franța

Berbecul este o mașină de război de asediu folosită pentru spargerea porților cetăților. Acesta era un trunchi de copac gros și lung care era legat cu lanțuri sau cu funii de un schelet tip acoperiș ce mergea pe 4, 6 sau 8 roți. Când ajungeau lângă poartă, asediatorii opreau berbecul iar bușteanul îl balansau înainte și înapoi, iar apoi împingând brusc berbecul înainte trunchiul lovea puternic poarta ce se putea sfărăma. Unii berbeci aveau pe platforma triunghiulară piei sau lemne, pentru a împiedica rezistența de pe ziduri să omoare pe cei dinăuntrul berbecului cu săgeți, pietre (lemn) sau ulei încins (piei).